# Fédération de Brunei de basket-ball
La Fédération de Brunei de basket-ball est une association, fondée en 1970, chargée d'organiser, de diriger et de développer le basket-ball à Brunei.
La Fédération représente le basket-ball auprès des pouvoirs publics ainsi qu'auprès des organismes sportifs nationaux et internationaux et, à ce titre, Brunei dans les compétitions internationales. Elle défend également les intérêts moraux et matériels du basket-ball brunéien. Elle est affiliée à la FIBA depuis 1970, ainsi qu'à la FIBA Asie.
La Fédération organise également le championnat national.